# جيم جو إدواردز
جيم جو إدواردز (بالإنجليزية: Jim Joe Edwards)‏ هو لاعب كرة قاعدة أمريكي، ولد في 14 ديسمبر 1894 في Banner, Mississippi ‏ في الولايات المتحدة، وتوفي في 19 يناير 1965 في Sarepta, Mississippi ‏ في الولايات المتحدة بسبب حادث مرور.

## وصلات خارجية
- جيم جو إدواردز على موقعبيزبول رفرنس.كوم (الدوري الرئيسي) (الإنجليزية)